# Terphothrix roseidorsum
Terphothrix roseidorsum är en fjärilsart som beskrevs av William Schaus 1915. Terphothrix roseidorsum ingår i släktet Terphothrix och familjen tofsspinnare. Inga underarter finns listade i Catalogue of Life.